# Copa do Mundo de Biatlo

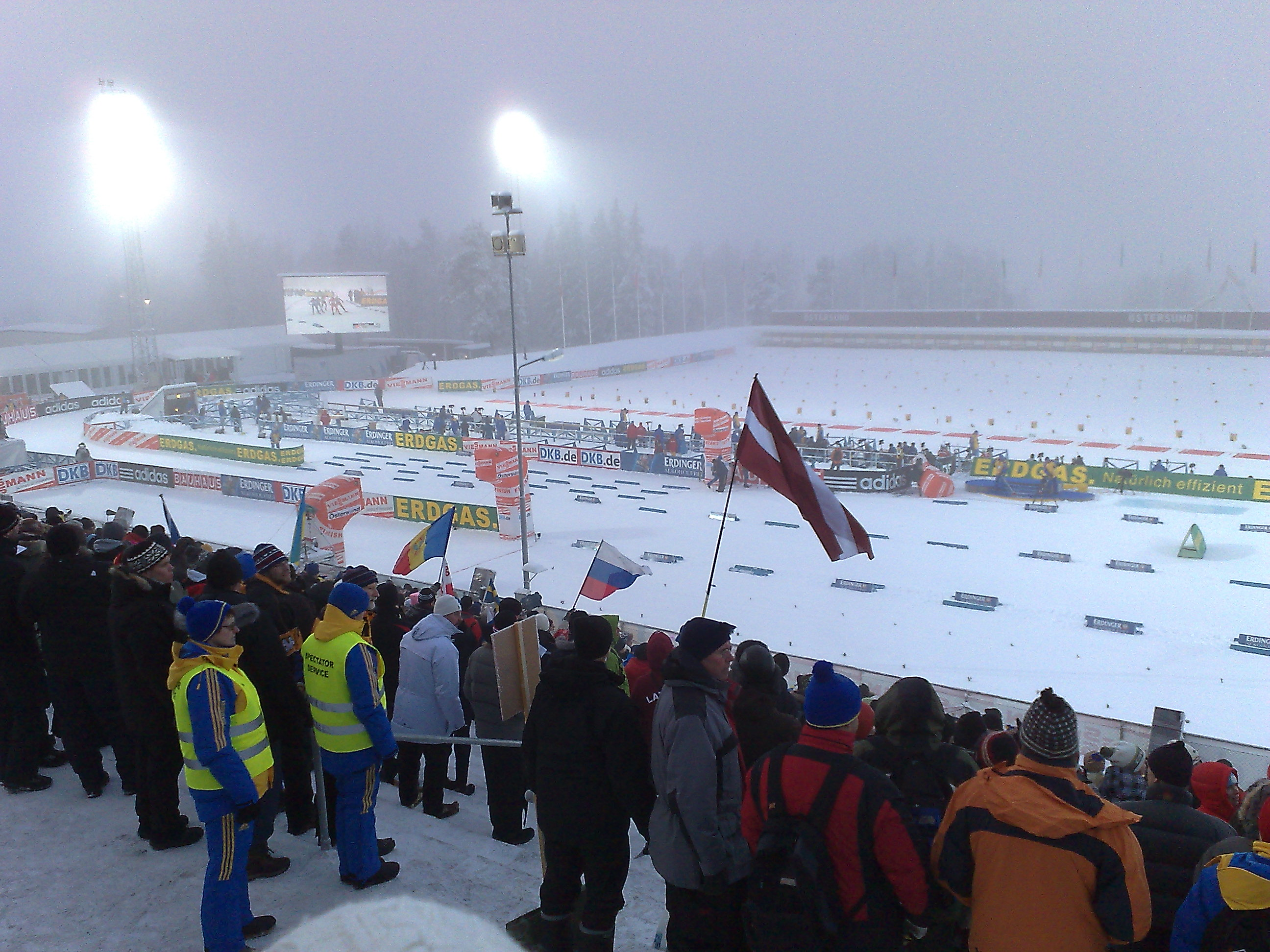
Copa do Mundo de Biatlo 2008/2009

A Copa do Mundo de Biatlo é uma competição anual de biatlo que tem sido realizada desde as temporadas de inverno de 1977–78 e 1982–83 para homens e mulheres, respectivamente.

## Masculino

### Masculino geral
| Temporada | Ouro                        | Prata                      | Bronze                       |
| --------- | --------------------------- | -------------------------- | ---------------------------- |
| 1977–78   | Frank Ullrich (GDR)         | Klaus Siebert (GDR)        | Eberhard Rösch (GDR)         |
| 1978–79   | Klaus Siebert (GDR)         | Frank Ullrich (GDR)        | Vladimir Barnashov (URS)     |
| 1979–80   | Frank Ullrich (GDR)         | Klaus Siebert (GDR)        | Eberhard Rösch (GDR)         |
| 1980–81   | Frank Ullrich (GDR)         | Anatoly Alyabyev (URS)     | Kjell Søbak (NOR)            |
| 1981–82   | Frank Ullrich (GDR)         | Matthias Jacob (GDR)       | Kjell Søbak (NOR)            |
| 1982–83   | Peter Angerer (FRG)         | Eirik Kvalfoss (NOR)       | Frank Ullrich (GDR)          |
| 1983–84   | Frank-Peter Roetsch (GDR)   | Peter Angerer (FRG)        | Eirik Kvalfoss (NOR)         |
| 1984–85   | Frank-Peter Roetsch (GDR)   | Juri Kashkarov (URS)       | Peter Angerer (FRG)          |
| 1985–86   | André Sehmisch (GDR)        | Peter Angerer (FRG)        | Matthias Jacob (GDR)         |
| 1986–87   | Frank-Peter Roetsch (GDR)   | Fritz Fischer (FRG)        | Jan Matouš (TCH)             |
| 1987–88   | Fritz Fischer (FRG)         | Eirik Kvalfoss (NOR)       | Johann Passler (ITA)         |
| 1988–89   | Eirik Kvalfoss (NOR)        | Alexandr Popov (URS)       | Sergei Tchepikov (URS)       |
| 1989–90   | Sergei Tchepikov (URS)      | Eirik Kvalfoss (NOR)       | Valeriy Medvedtsev (URS)     |
| 1990–91   | Sergei Tchepikov (URS)      | Mark Kirchner (GER)        | Andreas Zingerle (ITA)       |
| 1991–92   | Jon Åge Tyldum (NOR)        | Mikael Löfgren (SWE)       | Sylfest Glimsdal (NOR)       |
| 1992–93   | Mikael Löfgren (SWE)        | Mark Kirchner (GER)        | Pieralberto Carrara (ITA)    |
| 1993–94   | Patrice Bailly-Salins (FRA) | Sven Fischer (GER)         | Frank Luck (GER)             |
| 1994–95   | Jon Åge Tyldum (NOR)        | Patrick Favre (ITA)        | Wilfried Pallhuber (ITA)     |
| 1995–96   | Vladimir Drachev (RUS)¹     | Viktor Maigourov (RUS)     | Sven Fischer (GER)           |
| 1996–97   | Sven Fischer (GER)          | Ole Einar Bjørndalen (NOR) | Viktor Maigourov (RUS)       |
| 1997–98   | Ole Einar Bjørndalen (NOR)  | Ricco Groß (GER)           | Sven Fischer (GER)           |
| 1998–99   | Sven Fischer (GER)          | Ole Einar Bjørndalen (NOR) | Frank Luck (GER)             |
| 1999–00   | Raphaël Poirée (FRA)        | Ole Einar Bjørndalen (NOR) | Sven Fischer (GER)           |
| 2000–01   | Raphaël Poirée (FRA)        | Ole Einar Bjørndalen (NOR) | Frode Andresen (NOR)         |
| 2001–02   | Raphaël Poirée (FRA)        | Pavel Rostovtsev (RUS)     | Ole Einar Bjørndalen (NOR)   |
| 2002–03   | Ole Einar Bjørndalen (NOR)  | Vladimir Drachev (BLR)¹    | Ricco Groß (GER)             |
| 2003–04   | Raphaël Poirée (FRA)        | Ole Einar Bjørndalen (NOR) | Ricco Groß (GER)             |
| 2004–05   | Ole Einar Bjørndalen (NOR)  | Sven Fischer (GER)         | Raphaël Poirée (FRA)         |
| 2005–06   | Ole Einar Bjørndalen (NOR)  | Raphaël Poirée (FRA)       | Sven Fischer (GER)           |
| 2006–07   | Michael Greis (GER)         | Ole Einar Bjørndalen (NOR) | Raphaël Poirée (FRA)         |
| 2007–08   | Ole Einar Bjørndalen (NOR)  | Dmitri Yaroshenko (RUS)    | Emil Hegle Svendsen (NOR)    |
| 2008–09   | Ole Einar Bjørndalen (NOR)  | Tomasz Sikora (POL)        | Emil Hegle Svendsen (NOR)    |
| 2009–10   | Emil Hegle Svendsen (NOR)   | Christoph Sumann (AUT)     | Ivan Tcherezov (RUS)         |
| 2010–11   | Tarjei Bø (NOR)             | Emil Hegle Svendsen (NOR)  | Martin Fourcade (FRA)        |
| 2011–12   | Martin Fourcade (FRA)       | Emil Hegle Svendsen (NOR)  | Andreas Birnbacher (GER)     |
| 2012–13   | Martin Fourcade (FRA)       | Emil Hegle Svendsen (NOR)  | Dominik Landertinger (AUT)   |
| 2013–14   | Martin Fourcade (FRA)       | Emil Hegle Svendsen (NOR)  | Johannes Thingnes Bø (NOR)   |
| 2014–15   | Martin Fourcade (FRA)       | Anton Shipulin (RUS)       | Jakov Fak (SLO)              |
| 2015–16   | Martin Fourcade (FRA)       | Johannes Thingnes Bø (NOR) | Anton Shipulin (RUS)         |
| 2016–17   | Martin Fourcade (FRA)       | Anton Shipulin (RUS)       | Johannes Thingnes Bø (NOR)   |
| 2017–18   | Martin Fourcade (FRA)       | Johannes Thingnes Bø (NOR) | Anton Shipulin (RUS)         |
| 2018–19   | Johannes Thingnes Bø (NOR)  | Alexandr Loginov (RUS)     | Quentin Fillon Maillet (FRA) |
| 2019–20   | Johannes Thingnes Bø (NOR)  | Martin Fourcade (FRA)      | Quentin Fillon Maillet (FRA) |

### Revezamento masculino
| Temporada | Ouro                           | Prata                          | Bronze             |
| --------- | ------------------------------ | ------------------------------ | ------------------ |
| 1992–93   | N/A                            | N/A                            | N/A                |
| 1993–94   | N/A                            | N/A                            | N/A                |
| 1994–95   | Rússia (112)                   | Alemanha (108)                 | Noruega (101)      |
| 1995–96   | Rússia (120)                   | Alemanha (102) · Noruega (102) | —                  |
| 1996–97   | Alemanha (120)                 | Noruega (104)                  | Rússia (95)        |
| 1997–98   | Alemanha (112) · Noruega (112) | —                              | Rússia (98)        |
| 1998–99   | Alemanha (146)                 | Rússia (129)                   | Noruega (120)      |
| 1999–00   | Noruega (138)                  | Rússia (132)                   | Alemanha (130)     |
| 2000–01   | Noruega (189)                  | Alemanha (173)                 | Chéquia (167)      |
| 2001–02   | Noruega (238)                  | Alemanha (230)                 | Bielorrússia (202) |
| 2002–03   | Bielorrússia (319)             | Rússia (318)                   | Noruega (298)      |
| 2003–04   | Noruega (176)                  | Alemanha (174)                 | França (172)       |
| 2004–05   | Noruega (200)                  | Alemanha (181)                 | Rússia (178)       |
| 2005–06   | Alemanha (200)                 | Rússia (184)                   | França (169)       |
| 2006–07   | Rússia (196)                   | Noruega (189)                  | Alemanha (178)     |
| 2007–08   | Noruega (196)                  | Rússia (192)                   | Alemanha (175)     |
| 2008–09   | Áustria (276)                  | Noruega (254)                  | Alemanha (247)     |
| 2009–10   | Noruega (228)                  | Áustria (210)                  | Rússia (205)       |
| 2010–11   | Noruega (216)                  | Alemanha (199)                 | Ucrânia (163)      |
| 2011–12   | França (198)                   | Noruega (190)                  | Rússia (189)       |
| 2012–13   | Rússia (305)                   | Noruega (302)                  | França (296)       |
| 2013–14   | Alemanha (200)                 | Suécia (199)                   | Áustria (197)      |
| 2014–15   | Rússia (311)                   | Noruega (308)                  | Alemanha (305)     |
| 2015–16   | Noruega (282)                  | Rússia (255)                   | Alemanha (236)     |
| 2016–17   | Rússia (259)                   | França (242)                   | Alemanha (237)     |
| 2017–18   | Noruega (228)                  | Suécia (184)                   | França (180)       |
| 2018–19   | Noruega (270)                  | Rússia (236)                   | Alemanha (233)     |
| 2019–20   | Noruega (348)                  | França (302)                   | Alemanha (264)     |

## Feminino

### Feminino geral
A Copa do Mundo Temporada feminina até 1986–87 foi chamada de Copa da Europa, embora a participação estivesse aberta a biatletas de todas as nacionalidades. Até 1987–88, as mulheres corriam em pistas mais curtas do que hoje. A Temporada de 1988-1989 foi a primeira em que as mulheres corriam em pistas do mesmo tamanho que praticam atualmente.
| Temporada | Ouro                      | Prata                       | Bronze                    |
| --------- | ------------------------- | --------------------------- | ------------------------- |
| 1982–83   | Gry Østvik (NOR)          | Siv Bråten (NOR)            | Aino Kallunki (FIN)       |
| 1983–84   | Mette Mestad (NOR)        | Sanna Grønlid (NOR)         | Gry Østvik (NOR)          |
| 1984–85   | Sanna Grønlid (NOR)       | Eva Korpela (SWE)           | Kaija Parve (URS)         |
| 1985–86   | Eva Korpela (SWE)         | Sanna Grønlid (NOR)         | Lise Meloche (CAN)        |
| 1986–87   | Eva Korpela (SWE)         | Anne Elvebakk (NOR)         | Sanna Grønlid (NOR)       |
| 1987–88   | Anne Elvebakk (NOR)       | Elin Kristiansen (NOR)      | Nadezhda Aleksieva (BUL)  |
| 1988–89   | Elena Golovina (URS)      | Natalia Prikazchikova (URS) | Svetlana Davidova (URS)   |
| 1989–90   | Jiřina Adamičková (TCH)   | Anne Elvebakk (NOR)         | Elena Golovina (URS)      |
| 1990–91   | Svetlana Davidova (URS)   | Myriam Bédard (CAN)         | Anne Elvebakk (NOR)       |
| 1991–92   | Anfisa Reztsova (CIS)     | Anne Briand (FRA)           | Petra Schaaf (GER)1       |
| 1992–93   | Anfisa Reztsova (RUS)     | Myriam Bédard (CAN)         | Anne Briand (FRA)         |
| 1993–94   | Svetlana Paramygina (BLR) | Nathalie Santer (ITA)       | Anne Briand (FRA)         |
| 1994–95   | Anne Briand (FRA)         | Svetlana Paramygina (BLR)   | Uschi Disl (GER)          |
| 1995–96   | Emmanuelle Claret (FRA)   | Uschi Disl (GER)            | Petra Behle (GER)1        |
| 1996–97   | Magdalena Forsberg (SWE)  | Uschi Disl (GER)            | Simone Greiner (GER)      |
| 1997–98   | Magdalena Forsberg (SWE)  | Uschi Disl (GER)            | Martina Zellner (GER)     |
| 1998–99   | Magdalena Forsberg (SWE)  | Olena Zubrilova (UKR)       | Uschi Disl (GER)          |
| 1999–00   | Magdalena Forsberg (SWE)  | Olena Zubrilova (UKR)       | Corinne Niogret (FRA)     |
| 2000–01   | Magdalena Forsberg (SWE)  | Liv Grete Poirée (NOR)      | Olena Zubrilova (UKR)     |
| 2001–02   | Magdalena Forsberg (SWE)  | Liv Grete Poirée (NOR)      | Uschi Disl (GER)          |
| 2002–03   | Martina Glagow (GER)      | Albina Akhatova (RUS)       | Sylvie Becaert (FRA)      |
| 2003–04   | Liv Grete Poirée (NOR)    | Olga Pyleva (RUS)           | Sandrine Bailly (FRA)     |
| 2004–05   | Sandrine Bailly (FRA)     | Kati Wilhelm (GER)          | Olga Pyleva (RUS)         |
| 2005–06   | Kati Wilhelm (GER)        | Anna Carin Olofsson (SWE)   | Martina Glagow (GER)      |
| 2006–07   | Andrea Henkel (GER)       | Kati Wilhelm (GER)          | Anna Carin Olofsson (SWE) |
| 2007–08   | Magdalena Neuner (GER)    | Sandrine Bailly (FRA)       | Andrea Henkel (GER)       |
| 2008–09   | Helena Jonsson (SWE)2     | Kati Wilhelm (GER)          | Tora Berger (NOR)         |
| 2009–10   | Magdalena Neuner (GER)    | Simone Hauswald (GER)       | Helena Jonsson (SWE)2     |
| 2010–11   | Kaisa Mäkäräinen (FIN)    | Andrea Henkel (GER)         | Helena Ekholm (SWE)2      |
| 2011–12   | Magdalena Neuner (GER)    | Darya Domracheva (BLR)      | Tora Berger (NOR)         |
| 2012–13   | Tora Berger (NOR)         | Darya Domracheva (BLR)      | Andrea Henkel (GER)       |
| 2013–14   | Kaisa Mäkäräinen (FIN)    | Tora Berger (NOR)           | Darya Domracheva (BLR)    |
| 2014–15   | Darya Domracheva (BLR)    | Kaisa Mäkäräinen (FIN)      | Valj Semerenko (UKR)      |
| 2015–16   | Gabriela Soukalová (CZE)  | Marie Dorin Habert (FRA)    | Dorothea Wierer (ITA)     |
| 2016–17   | Laura Dahlmeier (GER)     | Gabriela Koukalová (CZE)    | Kaisa Mäkäräinen (FIN)    |
| 2017–18   | Kaisa Mäkäräinen (FIN)    | Anastasiya Kuzmina (SVK)    | Darya Domracheva (BLR)    |
| 2018–19   | Dorothea Wierer (ITA)     | Lisa Vittozzi (ITA)         | Anastasiya Kuzmina (SVK)  |
| 2019–20   | Dorothea Wierer (ITA)     | Tiril Eckhoff (NOR)         | Denise Herrmann (GER)     |

Notes
- 1 Petra Schaaf casou com esquiador XC e mais tarde treinador da equipe nacional de esqui XC alemão Jochen Behle.
- 2 Helena Jonsson casu com companheiro biatleta David Ekholm em 2010.

### Revezamento feminino
| Temporada | Ouro                          | Prata                          | Bronze             |
| --------- | ----------------------------- | ------------------------------ | ------------------ |
| 1992–93   | N/A                           | N/A                            | N/A                |
| 1993–94   | N/A                           | N/A                            | N/A                |
| 1994–95   | Alemanha (116)                | França (110)                   | Noruega (106)      |
| 1995–96   | Rússia (120)                  | Noruega (102) · Alemanha (102) | —                  |
| 1996–97   | Rússia (116)                  | Alemanha (103)                 | Noruega (100)      |
| 1997–98   | Rússia (110)                  | Alemanha (106)                 | Noruega (100)      |
| 1998–99   | Alemanha (142)                | Rússia (130)                   | Ucrânia (120)      |
| 1999–00   | Alemanha (168) · Rússia (168) | —                              | Ucrânia (143)      |
| 2000–01   | Noruega (190)                 | Alemanha (188)                 | Rússia (182)       |
| 2001–02   | Alemanha (250)                | Noruega (221) · Rússia (221)   | —                  |
| 2002–03   | Rússia (339)                  | Alemanha (327)                 | Bielorrússia (293) |
| 2003–04   | Noruega (180)                 | Rússia (178)                   | Alemanha (176)     |
| 2004–05   | Rússia (200)                  | Alemanha (188)                 | Noruega (163)      |
| 2005–06   | Rússia (189)                  | Alemanha (181)                 | França (179)       |
| 2006–07   | França (189)                  | Alemanha (188)                 | Rússia (180)       |
| 2007–08   | Alemanha (200)                | Rússia (178)                   | França (172)       |
| 2008–09   | Alemanha (288)                | França (242)                   | Ucrânia (232)      |
| 2009–10   | Rússia (234)                  | Alemanha (205)                 | França (204)       |
| 2010–11   | Alemanha (206)                | Suécia (190)                   | Rússia (177)       |
| 2011–12   | França (216)                  | Noruega (205)                  | Rússia (192)       |
| 2012–13   | Noruega (314)                 | Ucrânia (298)                  | Alemanha (294)     |
| 2013–14   | Alemanha (174)                | Ucrânia (162)                  | Noruega (142)      |
| 2014–15   | Chéquia (316)                 | Alemanha (302)                 | França (266)       |
| 2015–16   | Alemanha (235)                | Ucrânia (234)                  | França (228)       |
| 2016–17   | Alemanha (300)                | França (248)                   | Ucrânia (224)      |
| 2017–18   | Alemanha (228)                | França (200)                   | Itália (169)       |
| 2018–19   | Noruega (249)                 | Alemanha (241)                 | França (230)       |
| 2019–20   | Noruega (360)                 | Suíça (260)                    | Alemanha (260)     |

## Revezamento misto
| Temporada | Ouro                          | Prata          | Bronze         |
| --------- | ----------------------------- | -------------- | -------------- |
| 2010–11   | França (150)                  | Alemanha (148) | Suécia (143)   |
| 2011–12   | Rússia (143)                  | França (138)   | Alemanha (128) |
| 2012–13   | Noruega (114)                 | Rússia (98)    | Chéquia (96)   |
| 2013–14   | Chéquia (114) · Noruega (114) | —              | Itália (91)    |
| 2014–15   | Noruega (216)                 | França (197)   | Chéquia (174)  |
| 2015–16   | Noruega (264)                 | Alemanha (252) | França (223)   |
| 2016–17   | Alemanha (264)                | França (257)   | Áustria (201)  |
| 2017–18   | Itália (188)                  | Noruega (188)  | França (179)   |
| 2018–19   | Noruega (306)                 | França (281)   | Itália (266)   |
| 2019–20   | Noruega (307)                 | França (272)   | Alemanha (265) |

## Ranking de Ouros
Abaixo está uma lista de todos os biatletas masculinos e femininos que venceram 7 ou mais corridas individuais da Copa do Mundo ou da Olimpíada. Os biatletas cujos nomes estão em negrito ainda estão ativos.
- Atualizado: 14 de março de 2020

| Local | Nome                  | Victórias |
| ----- | --------------------- | --------- |
| 1     | Ole Einar Bjørndalen  | 95        |
| 2     | Martin Fourcade       | 83        |
| 3     | Johannes Thingnes Bø  | 48        |
| 4     | Raphaël Poirée        | 44        |
| 5     | Emil Hegle Svendsen   | 38        |
| 6     | Sven Fischer          | 33        |
| 7     | Frank Ullrich         | 17        |
| 8     | Frank-Peter Roetsch   | 15        |
| 8     | Vladimir Drachev      | 15        |
| 8     | Frode Andresen        | 15        |
| 11    | Eirik Kvalfoss        | 14        |
| 12    | Frank Luck            | 12        |
| 12    | Simon Schempp         | 12        |
| 14    | Peter Angerer         | 11        |
| 14    | Mark Kirchner         | 11        |
| 14    | Michael Greis         | 11        |
| 14    | Anton Shipulin        | 11        |
| 18    | Arnd Peiffer          | 10        |
| 19    | Halvard Hanevold      | 9         |
| 19    | Ricco Groß            | 9         |
| 19    | Tarjei Bø             | 9         |
| 22    | Klaus Siebert         | 8         |
| 22    | Viktor Maigourov      | 8         |
| 22    | Jakov Fak             | 8         |
| 25    | Fritz Fischer         | 7         |
| 25    | Juri Kashkarov        | 7         |
| 25    | Patrice Bailly-Salins | 7         |
| 25    | Pavel Rostovtsev      | 7         |
| 25    | Sergei Tchepikov      | 7         |
| 25    | Ivan Tcherezov        | 7         |
| 25    | Lars Berger           | 7         |
| 25    | Björn Ferry           | 7         |

| Local | Nome                      | Vitórias |
| ----- | ------------------------- | -------- |
| 1     | Magdalena Forsberg        | 42       |
| 2     | Magdalena Neuner          | 34       |
| 2     | Darya Domracheva          | 34       |
| 4     | Uschi Disl                | 30       |
| 5     | Tora Berger               | 28       |
| 6     | Kaisa Mäkäräinen          | 27       |
| 7     | Liv Grete Skjelbreid      | 22       |
| 7     | Andrea Henkel             | 22       |
| 7     | Laura Dahlmeier           | 22       |
| 10    | Olena Zubrilova           | 21       |
| 10    | Kati Wilhelm              | 21       |
| 12    | Sandrine Bailly           | 20       |
| 13    | Anastasiya Kuzmina        | 18       |
| 14    | Gabriela Koukalová        | 17       |
| 15    | Martina Beck              | 15       |
| 16    | Helena Ekholm             | 13       |
| 16    | Olga Zaitseva             | 13       |
| 16    | Tiril Eckhoff             | 13       |
| 19    | Anna Carin Olofsson-Zidek | 12       |
| 20    | Anfisa Reztsova           | 11       |
| 20    | Petra Behle               | 11       |
| 20    | Dorothea Wierer           | 11       |
| 23    | Olga Medvedtseva          | 10       |
| 24    | Svetlana Paramygina       | 9        |
| 24    | Galina Kukleva            | 9        |
| 26    | Elena Golovina            | 8        |
| 26    | Anne Elvebakk             | 8        |
| 26    | Corinne Niogret           | 8        |
| 26    | Linda Grubben             | 8        |
| 30    | Simone Hauswald           | 7        |
| 30    | Marie Dorin Habert        | 7        |
| 30    | Denise Herrmann           | 7        |